# Pantana sinica
Pantana sinica är en fjärilsart som beskrevs av Moore 1877. Pantana sinica ingår i släktet Pantana och familjen tofsspinnare. Inga underarter finns listade i Catalogue of Life.